# Wilfried Mommaerts
Wilfried Francius Henricus Maria Mommaerts (* 4. März 1917 in Broechem, nahe Antwerpen; † 7. Februar 1994) war ein belgisch-amerikanischer Kardiophysiologe (Physiologie des Herzens) an der University of California, Los Angeles (UCLA).
Mommaerts trug wesentlich dazu bei, dass das Herz nicht mehr nur als Pumpe mit Ventilen, sondern als Muskel verstanden wird.

## Leben
Mommaerts studierte an der Universität Leiden Biologie (Bachelor 1937, Master 1939). 1941 ging er zu dem Nobelpreisträger für Medizin Albert Szent-Györgyi an die Universität Szeged; 1943 erhielt er von der Universität Kolozsvar (heute Babeș-Bolyai-Universität Cluj in Rumänien) einen Ph.D.
Nach verschiedenen akademischen Stationen wechselte Mommaerts 1956 von der Case Western Reserve University als Professor für Innere Medizin und Physiologie sowie Direktor des Los Angeles County Heart Research Laboratory an die UCLA. Von 1966 bis zu seinem Eintritt in den Ruhestand 1987 war er dort Leiter (chairman). Sein Nachfolger am Cardiovascular Research Laboratory wurde Glenn Langer.
1971 wurde Mommaerts in die American Academy of Arts and Sciences gewählt. Die Datenbank Scopus gibt für ihn einen h-Index von 25 an (Stand August 2020).